# Sing along
Sing along är ett svenskt underhållningsprogram som började sändas hösten 2006 på tv-kanalen TV3. Två lag om tre personer tävlar mot varandra i ett antal musikaliska och humoristiska ronder. Programledare för de första fem säsongerna var Renée Nyberg. I de två första säsongerna var komikerna Johan Ulveson och Sussie Eriksson fasta lagkaptener, men i tredje säsongen (2007) ersatte Claes Malmberg Ulvesson.
Under ett avsnitt har fyra deltagare deltagit i de båda lagen. Det var då grupperna E.M.D. och Alcazar som tävlade mot varandra.
25 februari 2012 började en ny säsong av programmet på TV3. Den här gången var det med Linda Bengtzing som programledare samt Shirley Clamp och Markoolio som lagledare.
Programmet spelades in i Stream & Cos nu rivna Studio Kvarnholmen på Kvarnholmen i Nacka kommun.

## Medverkande
Se Lista över medverkande i Sing along